# Maximeni, Cimișlia
Maximeni este un sat din cadrul comunei Javgur din raionul Cimișlia Republica Moldova.

## Istorie
Satul Maximeni a fost menționat documentar în anul 1910.
În perioada sovietică în sat a fost organizată o brigadă complexă de câmp a gospodăriei colective „Pravda” cu sediul în satul Javgur.

## Geografie
Satul are o suprafață de circa 0,80 kilometri pătrați, cu un perimetru de 6,78 km. Distanța directă până în or. Cimișlia este de 21 km. Distanța directă până în or. Chișinău este de 52 km.

## Demografie

### Structura etnică
Structura etnică a localității conform recensământului populației din 2004, populația satului constituia 490 de oameni, dintre care 48,57% - bărbați și 51,43% - femei.:
| Grup etnic                    | Populație | % Procentaj |
| ----------------------------- | --------- | ----------- |
| Bulgari                       | 258       | 52,65%      |
| Băștinași declarați Moldoveni | 185       | 37,76%      |
| Ucraineni                     | 31        | 6,33%       |
| Găgăuzi                       | 10        | 2,04%       |
| Ruși                          | 6         | 1,22%       |
| Total                         | 490       |             |